# Vernaya
Vernaya — рід гризунів підродини Murinae з півдня Китаю та північної Бірми. Він містить чотири сучасні види та кілька вимерлих видів, усі описані Чженом у 1993 році, а саме Vernaya prefulva, V. pristina, V. giganta та V. wushanica. Рід названо на честь Артура Стеннарда Вернея, який зібрав зразок V. fulva під час експедиції до Бірми з Чарльзом Суйдамом Каттингом.

## Види
Сучасні види:
- - Vernaya foramena Wang, Hu, & Chen 1980[3]
  - Vernaya fulva Anthony, 1941
  - Vernaya meiguites Zhao et al., 2023[4]
  - Vernaya nushanensis Zhao et al., 2023[4]

Вимерлі види:
- - †Vernaya prefulva Zheng, 1993
  - †Vernaya pristina Zheng, 1993
  - †Vernaya giganta Zheng, 1993
  - †Vernaya wushanica Zheng, 1993